# Hochschwarzwald um den Feldberg und Bernauer Hochtal
Das FFH-Gebiet Hochschwarzwald um den Feldberg und Bernauer Hochtal in Baden-Württemberg wurde 2005 durch das Regierungspräsidium Freiburg angemeldet. Mit Verordnung des Regierungspräsidiums Freiburg zur Festlegung der Gebiete von gemeinschaftlicher Bedeutung vom 25. Oktober 2018 (in Kraft getreten am 11. Januar 2019) wurde das Schutzgebiet ausgewiesen.

## Lage
Das ca. 6.806 Hektar große Schutzgebiet Hochschwarzwald um den Feldberg und Bernauer Hochtal liegt im Naturraum Hochschwarzwald. Es liegt zu 40 % im Landkreis Breisgau-Hochschwarzwald mit den Gemeinden Feldberg (Schwarzwald), Hinterzarten und Oberried (Breisgau), zu 16 % im Landkreis Lörrach mit der Gemeinde Todtnau und zu 44 % im Landkreis Waldshut mit den Gemeinden Bernau im Schwarzwald und St. Blasien.

## Schutzzweck

### Lebensraumtypen
Folgende Lebensraumtypen nach Anhang I der FFH-Richtlinie kommen im Gebiet vor:
| EU Code | * | Lebensraumtyp (offizielle Bezeichnung)                                                                          | Kurzbezeichnung                              |
| ------- | - | --- | -------------------------------------------- |
| 3110    |   | Oligotrophe, sehr schwach mineralische Gewässer der Sandebenen (Littorelletalia uniflorae)                      | Nährstoffarme Stillgewässer                  |
| 3150    |   | Natürliche eutrophe Seen mit einer Vegetation des Magnopotamions oder Hydrocharitions                           | Natürliche nährstoffreiche Seen              |
| 3160    |   | Dystrophe Seen und Teiche                                                                                       | Dystrophe Seen                               |
| 3260    |   | Flüsse der planaren bis montanen Stufe mit Vegetation des Ranunculion fluitantis und des Callitricho-Batrachion | Fließgewässer mit flutender Wasservegetation |
| 4030    |   | Trockene europäische Heiden                                                                                     | Trockene Heiden                              |
| 6150    |   | Boreo-alpines Grasland auf Silikatsubstraten                                                                    | Boreo-alpines Grasland                       |
| 6230    | * | Artenreiche montane Borstgrasrasen (und submontan auf dem europäischen Festland) auf Silikatböden               | Artenreiche Borstgrasrasen                   |
| 6430    |   | Feuchte Hochstaudenfluren der planaren und montanen bis alpinen Stufe                                           | Feuchte Hochstaudenfluren                    |
| 6510    |   | Magere Flachland-Mähwiesen (Alopecurus pratensis, Sanguisorba officinalis)                                      | Magere Flachland-Mähwiesen                   |
| 6520    |   | Berg-Mähwiesen                                                                                                  | Berg-Mähwiesen                               |
| 7110    |   | Lebende Hochmoore                                                                                               | Naturnahe Hochmoore                          |
| 7120    | * | Noch renaturierungsfähige degradierte Hochmoore                                                                 | Geschädigte Hochmoore                        |
| 7140    |   | Übergangs- und Schwingrasenmoore                                                                                | Übergangs- und Schwingrasenmoor              |
| 7150    |   | Torfmoor-Schlenken (Rhynchosporion)                                                                             | Torfmoor-Schlenken                           |
| 7230    |   | Kalkreiche Niedermoore                                                                                          | Kalkreiche Niedermoore                       |
| 8210    |   | Kalkfelsen mit Felsspaltenvegetation                                                                            | Kalkfelsen mit Felsspaltenvegetation         |
| 8150    |   | Kieselhaltige Schutthalden der Berglagen Mitteleuropas                                                          | Silikatschutthalden                          |
| 8210    |   | Kalkfelsen mit Felsspaltenvegetation                                                                            | Kalkfelsen mit Felsspaltenvegetation         |
| 8220    |   | Silikatfelsen mit Felsspaltenvegetation                                                                         | Silikatfelsen mit Felsspaltenvegetation      |
| 8230    |   | Silikatfelsen mit Pioniervegetation des Sedo-Scleranthion oder des Sedo albi-Veronicion dillenii                | Pionierrasen auf Silikatfelskuppen           |
| 8310    |   | Nicht touristisch erschlossene Höhlen                                                                           | Höhlen und Balmen                            |
| 9110    |   | Hainsimsen-Buchenwald (Luzulo-Fagetum)                                                                          | Hainsimsen-Buchenwald                        |
| 9130    |   | Waldmeister-Buchenwald (Asperulo-Fagetum)                                                                       | Waldmeister-Buchenwald                       |
| 9140    |   | Mitteleuropäischer subalpiner Blaugras-Buchenwald mit Ahorn und Rumex arifolius                                 | Subalpine Buchenwälder                       |
| 9180    | * | Schlucht- und Hangmischwälder Tilio-Acerion                                                                     | Schlucht- und Hangmischwälder                |
| 91D0    | * | Moorwälder | Moorwälder                                   |
| 91E0    | * | Auen-Wälder mit Alnus glutinosa und Fraxinus excelsior (Alno-Padion, Alnion incanae, Salicion albae)            | Auenwälder mit Erle, Esche, Weide            |
| 9410    |   | Montane bis alpine bodensaure Fichtenwälder (Vaccinio-Piceetea)                                                 | Bodensaure Nadelwälder                       |

### Arteninventar
Folgende Arten von gemeinschaftlichem Interesse kommen im Gebiet vor:
| Bild              | EU Code | * | Art                 | wissenschaftlicher Name | Artengruppe           |
| ----------------- | ------- | - | ------------------- | ----------------------- | --------------------- |
| Groppe            | 1163    |   | Groppe              | Cottus gobio            | Fische und Rundmäuler |
| Wimperfledermaus  | 1321    |   | Wimperfledermaus    | Myotis emarginatus      | Säugetiere            |
| Großes Mausohr    | 1324    |   | Großes Mausohr      | Myotis myotis           | Säugetiere            |
| Grünes Koboldmoos | 1386    |   | Grünes Koboldmoos   | Buxbaumia viridis       | Moose                 |
|                   | 1387    |   | Rogers Goldhaarmoos | Orthotrichum rogeri     | Moose                 |

### Zusammenhängende Schutzgebiete
Folgende Naturschutzgebiete liegen ganz oder teilweise innerhalb des FFH-Gebiets:
- Feldberg
- Taubenmoos
- Bannwald Faulbach
- Langenbach-Trubelsbach